# India Hicks
India Amanda Carolina Hicks (5 de setembro de 1967, Londres) é uma ex-modelo britânica. Ela atualmente dirige sua marca de estilo de mesmo nome, que ela fundou em 2015.

## Início da vida
Hicks é a terceira filha de Lady Pamela Mountbatten e David Nightingale Hicks, um designer de interiores dos anos 1960 e 1970. Os seus avós paternos eram Herbert Hicks e Iris Elsie Platten. Os seus avós maternos eram Louis Mountbatten, 1.º Conde Mountbatten da Birmânia e Edwina Ashley.
Ela cresceu em Londres e Oxfordshire, ela participou Escola Gordonstoun na Escócia. Em 1981, ela serviu como dama de honra no Casamento de Carlos, Príncipe de Gales e Lady Diana Spencer.

## Vida pessoal
India casou com David Flint Wood um ex-decorador, eles tiveram quatro filhos. Eles também são os responsáveis legais de Wesley, um adolescente das Bahamas.
- Wesley Flint Wood (1996)
- Felix Austen Flint Wood (23 de maio de 1997)
- Amory John Flint Wood (25 de junho de 1999)
- Conrad Lorenzo Flint Wood (25 de abril de 2003)
- Domino Carmen Flint Wood (17 de dezembro de 2007), afilhada de Maria Chantal, Princesa Herdeira da Grécia

A família vive nas Bahamas, mas também tem uma casa em Oxfordshire, Inglaterra.